# 우마르 칼라반
우마르 칼라반(프랑스어: Oumar Kalabane, 1981년 4월 8일 ~ )는 기니의 전 프로 축구 선수로, 수비수로 활약했다. 그는 2000년에서 2013년 사이에 기니 국가대표팀에서 뛰었다.

## 구단 경력
칼라반은 코나크리 출신으로, 고향 기니의 이홍델 뒤 코나크리에서 선수 생활을 시작한 뒤, 2000년에 튀니지의 에투엘 뒤 기니와 에투알 뒤 사엘로 이적했다. 칼라반은 그곳에서 5년을 보낸 뒤, 리그 1의 AJ 오세르와 계약하여 2시즌 동안 리그 20경기에 출전했다.
그는 또한 마니사스포르와 함께 튀르키예의 쉬페르리그에서 세 시즌을 뛰었다.
2012년 7월 19일, 게벨레는 칼라반과 2년 계약을 맺었다고 발표했다. 그는 2012년 8월 4일, 시무르크와의 경기에서 게벨레 데뷔 전을 치렀다. 그는 2012년 8월 25일, 숨가이트와의 홈 경기에서 게벨레 소속으로 첫 골과 두 번째 골을 넣었다. 그의 첫 시즌이 끝날 무렵, 칼라반은 모든 경기에 29경기에 출전하여 2골을 넣었다.
2013-14 시즌 첫 14경기 중 3경기만 출전한 칼라반은 훈련 중 무릎 반월상 파열 부상을 입어 아카데미 풀야 병원에서 수술을 받았다. 칼라반은 2013년 12월 게벨레를 떠날 수 있다는 말을 들었다.

## 국가대표팀 경력
국제적인 수준에서 칼라반은 다양한 FIFA 월드컵을 위한 10번의 예선 전을 포함하여 기니 국가대표팀의 일원으로 여러 차례 출전했다. 칼라반은 2006년 아프리카 네이션스컵에서 4경기에 출전했고 2008년 아프리카 네이션스컵에서는 4경기에 출전해 가나에 2-1로 패하며 개막전에서 골을 기록했다.